# Frale
Frale è una delle frazioni del comune italiano di Toano della provincia di Reggio Emilia in Emilia-Romagna. È un piccolo agglomerato di case sui pendii alla sinistra del fiume Dolo.

## Storia
La borgata si articola attorno alla struttura di un palazzotto signorile del XVI secolo, alterato da successivi interventi. La presenza di alcuni elementi di reimpiego relativi a portali sopraelevati monolitici, rivelano comunque la sua antichissima origine di edificio curtense medioevale. All’interno dell’abitato, che presenta ancora caratteristiche ambientali ed architettoniche di grande valore, va segnalata un’abitazione del XVII secolo, con una bella scala in pietra che conduce ad un accesso sopraelevato, ed elementi scultorei raffiguranti motivi geometrici, zigrinature e mascheroni antropomorfi.

## Monumenti e luoghi d'interesse

### Architetture religiose

#### Oratorio dei Prevedelli

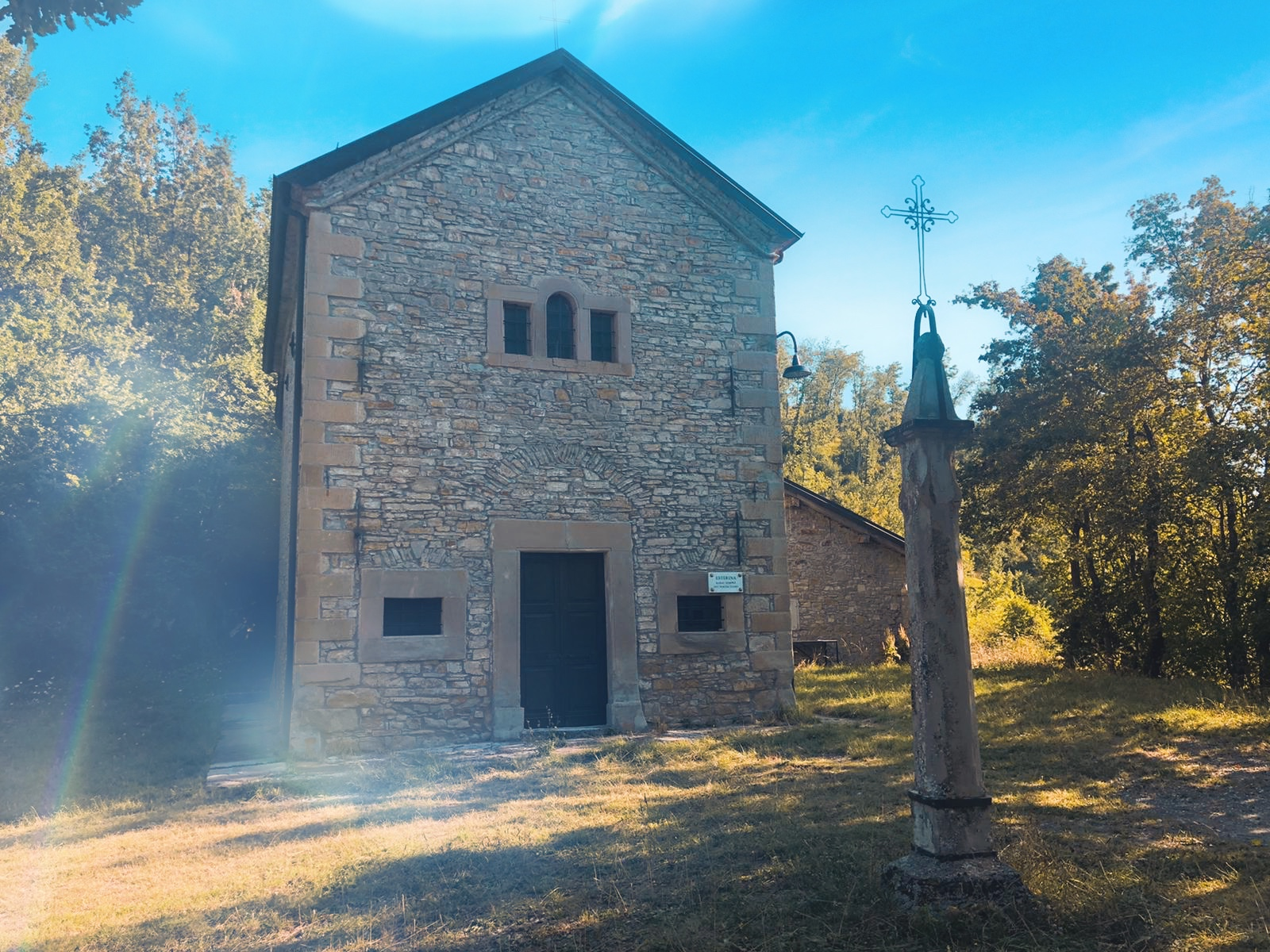
Oratorio dei Prevedelli

Trattasi di un Santuario di cui si hanno già notizie nel 1608, a seguito della visita del vescovo Rangone, per il quale viene iniziata la costruzione di un oratorio. Nel 1636 il "Santuario" è già conosciuto nonché ospita una cella per eremiti. L'edificio nel susseguirsi degli anni ha subito delle restaurazioni nel 1874, nel 1940 e nel 1950 dopo i danni subiti dalla seconda guerra mondiale.

### Architetture civili
Un recente sconsiderato intervento ha pressoché distrutto il pregevole palazzotto signorile dominante all'ingresso dell'abitato. All'inizio dell'abitato figura una cappellina dedicata alla Beata Vergine.

## Sport
Frale è località di passaggio per gli escursionisti che ripercorrono l'itinerario storico del Sentiero Matilde di Canossa, strada che percorreva la Contessa in visita alle sue proprietà sparse per l'Appennino.